# Eldorado Springs
Eldorado Springs is een plaats (census-designated place) in de Amerikaanse staat Colorado, en valt bestuurlijk gezien onder Boulder County.

## Demografie
Bij de volkstelling in 2000 werd het aantal inwoners vastgesteld op 557.

## Geografie
Volgens het United States Census Bureau beslaat de plaats een oppervlakte van
6,2 km², geheel bestaande uit land. Eldorado Springs ligt op ongeveer 2273 m boven zeeniveau.

## Plaatsen in de nabije omgeving
De onderstaande figuur toont nabijgelegen plaatsen in een straal van 16 km rond Eldorado Springs.